# FeedSync
FeedSync — спецификация расширения форматов RSS и Atom, созданная для синхронизации изменяющейся информации из нескольких источников.
Расширения добавляют данные об актуальности и статусе информации, состоянии (появление, изменение, удаление), конфликтах, объединения и истории изменения информации. Также спецификация описывает правила поведения данных формата при всех выше описанных событиях. Таким образом, на основе FeedSync появляется возможность создавать механизмы синхронизации с непротиворечивой информацией, то есть распределённые системы.

## Пример
Часть RSS документа с FeedSync означающим создание элемента.
```
<?xml version="1.0" encoding="utf-8"?>

<rss
 
version=
"2.0"

	
xmlns:sx=
"http://feedsync.org/2007/feedsync"
>

…

<item>

	
<title>
FeedSync
</title>

	
<description>
FeedSync
 
—
 
спецификация
 
расширения
 
форматов
 
RSS
 
и
 
Atom.
</description>

	
<sx:sync

		
id=
"item_1_wikipedia_2009-05-12T03:43:33Z"

		
updates=
"1"
>

		
<sx:history

			
sequence=
"1"

			
when=
"2009-05-12T03:43:33Z"

			
by=
"Bits"
/>

	
</sx:sync>

</item>

…

</rss>

```